# Guidone Mercatore
Guidone Mercatore (in francese Guy Marchant, in latino Guido Mercator; XV secolo – XVI secolo) è stato un tipografo francese attivo a Parigi dal 1483 al 1505/1506.

## Biografia
Ebbe un'istruzione universitaria come Mastro di Arti ed è segnalato come sacerdote. Gli succedette il nipote Jean Marchant (1504-1516). Mercatore usò sei differenti marchi tipografici.
La produzione di Mercatore fu principalmente di testi devozionali di medie dimensioni, ma è particolarmente famoso per una serie di magnifiche opere con xilografiche, tra cui alcune delle opere illustrative più belle del periodo. Tra queste si includono le cinque edizioni del La Danse macabre e sette edizioni del Compost et kalendrier des bergers e un'edizione del Calendrier des bergères.